# Empire Tower (Thaïlande)
Pour les articles homonymes, voir Empire Tower.
L’Empire Tower est un gratte-ciel de Bangkok qui mesure 227 m pour 62 étages. C'était lors de sa construction le second plus haut immeuble de Thaïlande. Il est situé en plein cœur du quartier d’affaires de Sathorn. C’est le plus grand immeuble de bureaux de la ville.